# Гуцал Віктор Омелянович
Ві́ктор Омеля́нович Гу́цал (нар. 2 січня 1944, Требухівці) — диригент, композитор, професор, народний артист України, лауреат Державної премії імені Тараса Шевченка (1992), художній керівник Національного академічного оркестру народних інструментів України.

## Біографія
Народився 2 січня 1944 р. с. Требухівці Летичівського району Хмельницької області. У 1961 році закінчив спеціальну музичну школу ім. Крушельницької, 1966-го Київську консерваторію (у Марка Геліса). Працював артистом оркестру в Народному хорі імені Григорія Верьовки (1966—1969), з 1969 р. — диригент Київського оркестру українських народних інструментів, у 1979—1984 рр. — диригент оркестру народних інструментів Республіканського радіо і телебачення, з 1984 р — художній керівник Національного оркестру народних інструментів України.
З 1979—1996 — викладач Київської державної консерваторії ім. П. Чайковського ім. П. Чайковського (нині Національна музична академія України імені Петра Чайковського), професор (з 1996), основоположник кафедри бандури і кобзарського мистецтва національного університету культури і мистецтва, секретар Всеукраїнської музичної спілки, голова Асоціації народно-інструментального жанру України, співголова конкурсу «Нові імена України» Українського фонду культури.
За безпосередньою участю В.Гуцала як диригента, аранжувальника і композитора створена велика база аудіо записів, в тому числі фондових записів Держтелерадіо України за участю Національного оркестру народних інструментів України, солістів Національної опери України, інших відомих вокалістів.

## Нагороди
- Орден князя Ярослава Мудрого IV ст. (22 січня 2019) — за значний особистий внесок у державне будівництво, зміцнення національної безпеки, соціально-економічний, науково-технічний, культурно-освітній розвиток Української держави, вагомі трудові досягнення, багаторічну сумлінну працю[1]
- Орден князя Ярослава Мудрого V ступеня (23 серпня 2011) — за значний особистий внесок у становлення незалежності України, утвердження її суверенітету та міжнародного авторитету, заслуги у державотворчій, соціально-економічній, науково-технічній, культурно-освітній діяльності, сумлінне та бездоганне служіння Українському народові[2]
- Орден «За заслуги» І ст. (20 серпня 2007) — за значний особистий внесок у соціально-економічний, культурний розвиток Української держави, вагомі трудові досягнення та з нагоди 16-ї річниці незалежності України[3]
- Орден «За заслуги» ІІ ст. (2004)
- Орден «За заслуги» ІІІ ст. (7 квітня 2000) — за вагомий особистий внесок у розвиток національного музичного мистецтва, високий професіоналізм[4]

## Музикознавчі праці
- 1978 — Грає оркестр українських народних інструментів
- 1981 — Репертуарний збірник для ансамблю троїстих музик
- 1982 — Репертуарний збірник для ансамблю сопілкарів
- 1984 — П'єси для оркестру народних інструментів
- 1986 — Українські народні награвання
- 1988 — Інструментовка для оркестру народних інструментів
- 1995 — Запорозький марш

## Музичні твори
Автор понад 500 оркестровок, аранжувань та оригінальних творів, популярність яких вже давно перетнула межі України, серед них візитна картка НАО НІУ — «Запорозький марш» — написаний у 1969 році.
- Музика до кінофільмів — «Пропала грамота», «Васильченко», «Ой не ходи, Грицю», «Чумацькі гуморески», «Народні картинки», «Приємні знайомства», автор сценаріїв «Скрипка», «Бандура», «Сопілка».
- Композиції — Запорозький марш,Танцювальні награвання, Веснянка, Святковий марш, оркестровка Запорозького маршу М. Лисенка та багатьох інших.

## Громадська діяльність
У серпні 2011 року був оприлюднений так званий «лист десятьох», ініційований П.Кононенком — лист української інтелігенції на підтримку політики тодішнього Президента Віктора Януковича. Одним з десятьох підписантів був Віктор Гуцал.